# Зак Рајт
Закари "Зак" Рајт (енгл. Zackary "Zack" Wright; Остин, Тексас, 5. фебруар 1985) амерички је кошаркаш. Игра на позицији плејмејкера, а тренутно наступа за ЖЛ Бург ан Брес.

## Биографија
Колеџ кошарку играо је прво на Универзитету Арканзас Литл Рок од 2003. до 2006, а затим и на Централ Мисурију од 2006. до 2007. године. На НБА драфту 2007. није изабран, те се окренуо европској кошарци.
У првој сениорској сезони наступао је за немачки Брауншвајг. Период од 2008. до 2011. провео је у Француској и по једну сезону играо је у клубовима Елан Шалон, Ле Ман Сарт и Лимож. 2009. је забележио и учешће на Ол-стар утакмици француског првенства. У грчки Ретимно прешао је септембра 2011. и тамо се задржао до марта 2012. године. Сезону 2011/12. завршио је у Цибони са којом је и освојио хрватско првенство. Наредна сезона одвела га је у Русију и тим Спартака из Санкт Петербурга. Лета 2013. поново се нашао у Немачкој, али овога пута у редовима Брозе Баскетса. Фебруара 2014. придружио се Панатинаикосу и са њима остао до краја сезоне. Сезону 2014/15. је био члан турске екипе Истанбул ББ. Наредну сезону почео је у Унион Олимпији, али је у марту 2016. прешао у Автодор Саратов. У августу 2016. потписао је једногодишњи уговор са Монаком и у његовом дресу је освојио Куп лидера за 2017. годину. У сезони 2017/18. бранио је боје екипе Стразбур ИГ. Од септембра 2018. игра за ЖЛ Бург ан Брес.
Члан је репрезентације Босне и Херцеговине за коју је играо на Европском првенству 2013. године.

## Успеси

### Клупски
- Цибона:
  - Првенство Хрватске (1): 2011/12.

- Панатинаикос:
  - Првенство Грчке (1): 2013/14.
  - Куп Грчке (1): 2013/14.

- Монако:
  - Куп лидера (2): 2016, 2017.

### Појединачни
- Идеални тим ФИБА Лиге шампиона — прва постава (1): 2016/17.